# Teatro Augusteo
Le teatro Augusteo est un théâtre situé piazzetta Duca d'Aosta à Naples.

## Histoire
Le théâtre a été construit entre 1926 et 1929, d'après un projet des ingénieurs Pier Luigi Nervi et Gioacchino Luigi Mellucci, sur la piazzetta Duca d'Aosta créée quelques années auparavant pour faciliter le trafic des piétons et permettre l’installation du funiculaire Centrale, reliant Vomero à Via Toledo.
Il est probable que le théâtre ait été bâti sur la structure d'un précédent petit théâtre œuvre de Luigi Vanvitelli en 1772. Celui-ci pouvait contenir 1 600 spectateurs et se trouvait à l'intérieur du palais Berio, dont la façade a été réalisée justement par le célèbre architecte. Ce palais a été en partie démoli afin de réaliser la piazzetta.
Pendant la Seconde Guerre mondiale, le théâtre a été fermé et n'a été rouvert que dans les années 1950. À l'occasion, d'importants travaux de restauration qui en ont bouleversé l'aspect et amélioré l'acoustique ont été entrepris. En 1992 une profonde restauration a été entreprise afin de lui rendre son aspect architectural original.

## Spectacles
Le théâtre Augusteo n'est pas dédié à de nombreuses activités telles que spectacles de variétés, récitals, comédies musicales, opéras, pièces de théâtre classiques et modernes. Pour la partie théâtrale il a accueilli des acteurs comme Biagio Izzo, Carlo Buccirosso, Leo Gullotta et pour celle musicale des artistes comme Massimo Ranieri, Giovanni Allevi, Fiorella Mannoia, Pooh, Pino Daniele ainsi que des illusionnistes comme Arturo Brachetti.

### Sources
- (it) Cet article est partiellement ou en totalité issu de l’article de Wikipédia en italien intitulé « Teatro Augusteo » (voir la liste des auteurs).